# Dicranotropis bipectinata
Dicranotropis bipectinata är en insektsart som beskrevs av Frederick Arthur Godfrey Muir 1926. Dicranotropis bipectinata ingår i släktet Dicranotropis och familjen sporrstritar. Inga underarter finns listade i Catalogue of Life.